# Красний Луч (Ленінградська область)
Красний Луч (рос. Красный Луч) — селище у Волосовському районі Ленінградської області Російської Федерації.
Населення становить 361 особу. Належить до муніципального утворення Большеврудське сільське поселення.

## Історія
Від 1 серпня 1927 року належить до Ленінградської області.

## Населення
| 1997 | 2007 | 2010 | 2013 | 2014 | 2017 |
| ---- | ---- | ---- | ---- | ---- | ---- |
| 370  | ↘324 | ↗352 | ↗357 | ↗365 | ↘361 |